# Місто над головою
«Місто над головою» («Город над головой») — радянський чотирисерійний телефільм 1985 року, знятий режисерами Геннадієм Павловим і Сергієм Сатиренком на Центральному телебаченні СРСР.

## Сюжет
В основі сюжету фільму — життя сім'ї Волгіних, усі члени якої пов'язані з будівництвом Московського метрополітену. У перші роки радянської влади інженер Волгін розпочинає роботу з проектування метрополітену. Після смерті Волгіна справу його життя продовжують сини Ілля та Олександр, які стали прохідниками.

## У ролях
- Микола Волков — Сергій Олександрович Волгін
- Людмила Долгорукова — Надія Петрівна Волгіна
- Ігор Лєдогоров — Ротов
- Борис Невзоров — Ілля Волгін
- Юрій Васильєв — Петро
- Сергій Варчук — Саша
- Наталія Єгорова — Клавдія
- Марина Дюжева — Ліза
- Анна Каменкова — Ніна
- Микола Пастухов — Антон Георгійович Брякін
- Аліна Покровська — Степаніда Федорівна Брякіна
- Борис Новиков — візник
- Люсьєна Овчинникова — Шура
- Віктор Сибілєв — Ілля в юності
- В'ячеслав Степанов — Нікольський
- Ігор Чуриков — Смирнов
- Валеріан Калінін — Семенов
- Дмитро Бородін — пан Бауер
- Ольга Соколовська — перекладачка
- В'ячеслав Юрченко — Селіхов
- Іраїда Солдатова — селянка
- Микола Пеньков — Коробов
- Геннадій Фролов — Старостін
- Ніна Бєлобородова — Старостіна
- Микола Прокопович — Ювалов
- Олександр Граве — лікар
- Віталій Ованесов — Каширін
- Валерій Баринов — Татарський
- Людмила Іванова — буфетниця
- Людмила Богомолова — Петракова
- Юрій Коміссаров — Гарусов
- Олексій Кузнецов — Лемешев
- Анатолій Демидов — Снєжко
- Алекпер Алекперов — Лебанідзе
- Євгенія Уралова — Соня
- Михайло Майоров — Іван Терентійович Волобуєв
- Тамара Чернова — Тамара Олександрівна Волобуєва
- Ігор Кашинцев — Семен Іванович Петряєв
- Марина Касаткіна — Марія Ксенофонтівна
- Сергій Сафонов — Василь Васильович Семигін
- Михайло Єремєєв — Костянтин Корнійович Шевцов
- Олександр Чутко — бухгалтер
- Клавдія Кудряшова — Олександра Степанівна
- Андрій Дубовський — епізод
- Михайло Кондрашов — епізод
- Віталій Єдинінсков — епізод
- Володимир Нікітін — епізод
- Олександр Манкевич — епізод
- А. Павлова — епізод
- В. Соколов — епізод
- Сара Брегман — епізод
- Михайло Тарасов — епізод
- Андрій Данилюк — Омельченко
- Євген Москальов — Дмитро Брякін
- Стасик Азаєв — Андрій Брякін
- Антон Сіман — Сашко
- Філіп Дубянський — епізод
- Петя Дубянський — Петро
- Анастасія Попеко — епізод
- Наталія Рудна — епізод
- Борис Зубов — лікар
- Євген Дегтяренко — епізод
- Олександр Кирилін — Гречишкін
- Світлана Садковська — епізод
- Олена Старостіна — епізод
- Дмитро Кознов — епізод
- Валерій Анісімов — епізод
- Оля Божко — Ніна
- Володя Дяченко — Сашко
- Віктор Меркушев — епізод
- Леон Кукулян — Кисельов
- Віктор Гаврилов — професор
- Георгій Румянцев — Телегін
- А. Артамонов — епізод
- С. Топеха — епізод
- Оля Ігнатова — епізод
- Саша Єгоров — епізод
- А. Корольов — епізод
- Олександр Фурсенко — епізод
- Дмитро Швед — епізод
- Наталія Назарова — кадровик кондитерської фабрики
- Є. Павлов — епізод
- О. Березіна — епізод
- Надія Скорнякова — епізод
- Олександр Васильєв — епізод
- Олена Антіпова — епізод
- Володимир Ломізов — епізод
- Андрій Борисов — епізод
- Андрій Моргунов — епізод
- Михайло Богдасаров — епізод
- Володимир Мишкін — метробудівець

## Знімальна група
- Режисери — Геннадій Павлов, Сергій Сатиренко
- Сценаристи — Йосип Ольшанський, Віктор Ольшанський
- Оператор — Олександр Божко
- Композитор — Веніамін Баснер
- Художники — Лариса Мурашко, Валерія Ямковська